# Allerton (Iowa)
Allerton – miasto w Stanach Zjednoczonych, w stanie Iowa, w hrabstwie Wayne.

## Demografia
W 2000 liczyło 559 mieszkańców. W 2023 liczba mieszkańców spadła do 432 osób, a gęstość zaludnienia poniżej 141 osób/km².